# Greene Vardiman Black
Pour les articles homonymes, voir Black.
Greene Vardiman Black (1836–1915) est l'un des fondateurs de l'odontologie moderne aux États-Unis Il est également connu comme le père de la dentisterie opératoire.  
Greene Black naît près de Winchester  le 3 août 1836, de William et Mary Black. Il passe sa jeunesse dans une ferme et a rapidement développé un intérêt pour le monde naturel.  À l'âge de 17 ans, Black commence à étudier la médecine avec l'aide de son frère, le Dr Thomas G. Black.  En 1857, il rencontre le Dr J.C. Speer, qui lui enseigne la pratique de la dentisterie. Après la guerre civile, au cours de laquelle il sert comme éclaireur de l'Union, il s'installe à Jacksonville  (1864). C'est là qu'il commence une carrière active et des recherches dans le domaine en développement de la dentisterie. Il étudie la dentisterie pendant 20 mois (comme cela était courant à l'époque), suivi d'un apprentissage. Il enseigne au département dentaire de l'Université de l'Iowa, à partir de 1890, avant de s'installer à Chicago.

## Carrière

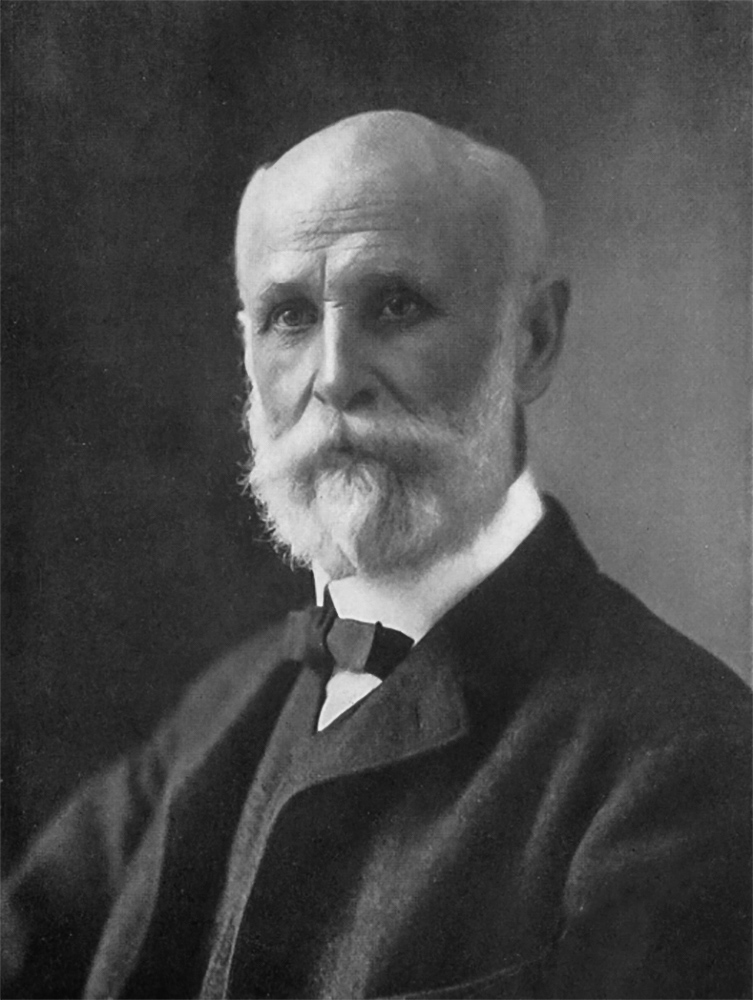
Photographie de G.V. Black aux Centers for Disease Control and Prevention.

Il fait des recherches sur de nombreux sujets importants pour la dentisterie, notamment sur la cause de la fluorose dentaire et les préparations idéales pour les cavités. L'une de ses nombreuses inventions est un foret dentaire actionné par le pied. Il est également connu pour ses principes de préparation (dentaire), dans lesquels il expose les méthodes appropriées pour préparer les dents pour les obturations dentaires.  Ces préparations de cavités utilisaient les principes de l'ingénierie et des sciences des matériaux pour maximiser la résistance et la rétention de l'amalgame et minimiser les fractures ainsi que l'anatomie de la dent, pour minimiser l'exposition de la pulpe. L'expression "extension pour la prévention" est encore célèbre dans la communauté dentaire aujourd'hui et représente l'idée de Black selon laquelle les dentistes devraient incorporer plus de rainures et de puits que ceux qui présentent actuellement des caries, comme mesure préventive contre ces rainures et puits développant des caries dentaires dans le futur, bien qu'aujourd'hui les idées aient changé et se concentrent beaucoup plus sur une intervention minimale. Black publie ses concepts et ses idéaux dans son texte Manual of Operative Dentistry en 1896.
En outre, il organise la Classification de Black des lésions carieuses qui est toujours utilisée aujourd'hui.  Depuis cette époque, une seule catégorie supplémentaire a été ajoutée à son système de classification.

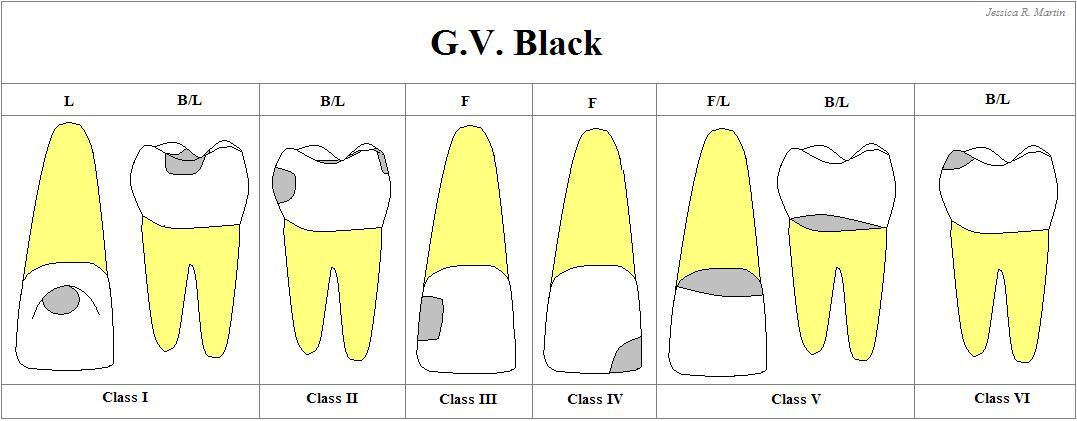
Classification des restaurations de GV Black

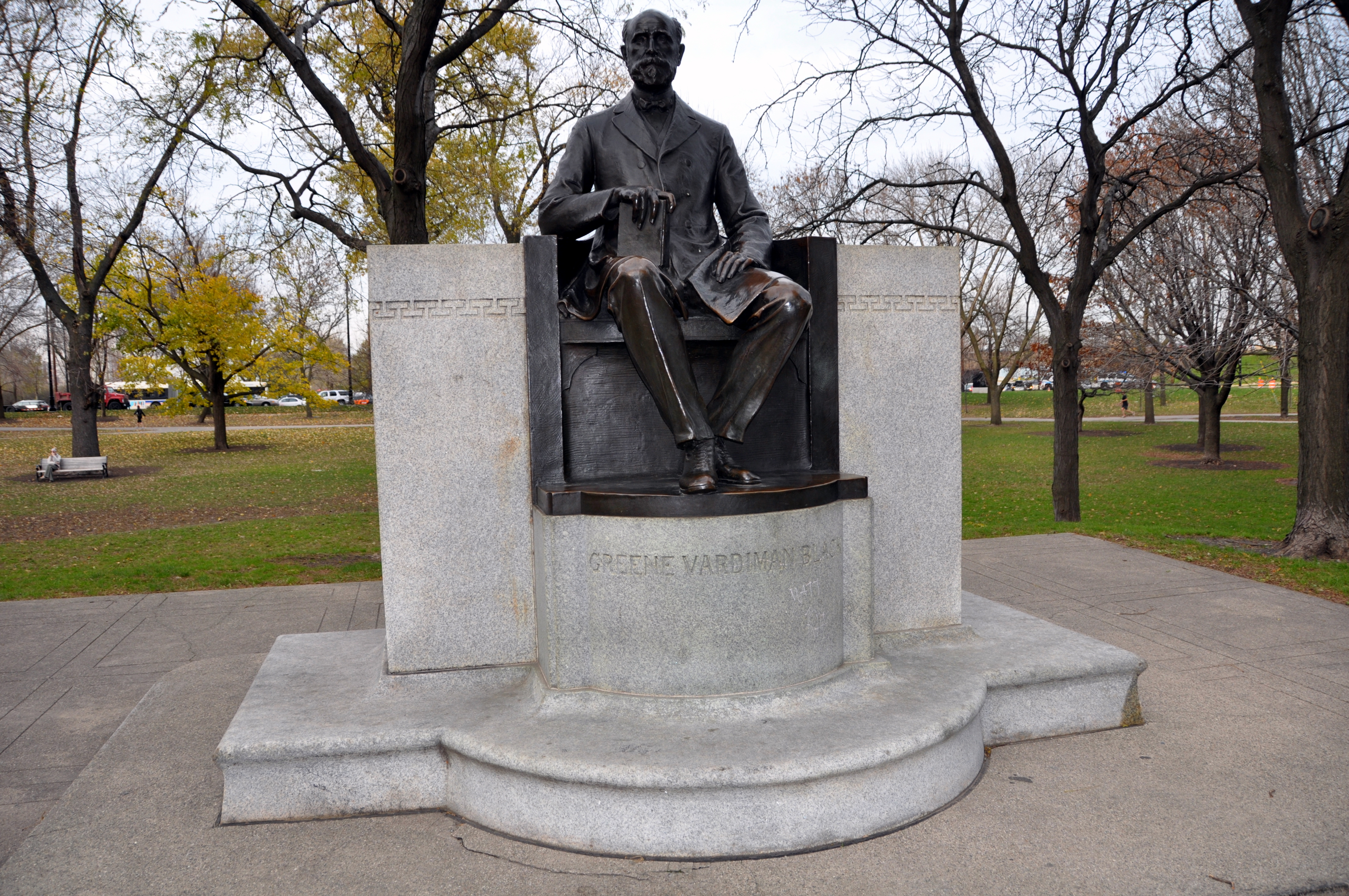
GV Black Statue in Lincoln Park

Classification de Greene Black des lésions carieuses :
- Classe I : caries affectant les puits et les fissures du tiers occlusal des molaires et des prémolaires, des deux tiers occlusaux des molaires et des prémolaires, et de la partie linguale des dents antérieures.
- Classe II Caries affectant les surfaces proximales des molaires et prémolaires.
- Classe III Caries affectant les surfaces proximales des incisives centrales, des incisives latérales et des cuspides sans toucher les angles incisifs.
- Classe IV Caries affectant les surfaces proximales, y compris les angles incisifs des dents antérieures.
- Classe V Caries affectant le tiers gingival des surfaces faciales ou linguales des dents antérieures ou postérieures.
- Classe VI (jamais décrite par Black, ajoutée plus tard par W J Simon en 1956) : caries affectant les pointes des cuspides des molaires, prémolaires et cuspides.

En plus de développer une norme pour la préparation des cavités, Greene Black a également expérimenté divers mélanges d'amalgames.  Après des années d'expérimentation, Greene Black publie sa formule d'amalgame équilibrée en 1895. Cette formule et ses variations sont rapidement devenues la norme d'or et le resteront pendant près de 70 ans. Le fils de Black, Arthur, a poursuivi l'héritage de son père, en continuant la recherche dentaire, en obtenant un soutien académique et politique pour l'importance des sciences dans l'enseignement dentaire, et en rendant l'enseignement universitaire obligatoire pour les dentistes. 
Greene Black est le deuxième doyen de la Northwestern University Dental School, où son portrait est accroché jusqu'à la fermeture de l'école en 2001. Sa statue se trouve à l'extrémité sud du Lincoln Park de Chicago, à North Avenue (Chicago), face à Astor Street District. Il a également été intronisé au Panthéon international de l'art dentaire de l'Académie Pierre Fauchard. Académie le 25 février 1995.